# Бурунди на летней Универсиаде 2013
Бурунди на летней Универсиаде 2013 года представляли два спортсмена в 2-х видах спорта.

## Дзюдо

##### Мужчины
| Категория | Спортсмен            | Турнир       | Первый раунд       | Второй раунд                         | Третий раунд         | Четвертьфинал        | Полуфинал            | Финал                | Итоговое место       |
| Категория | Спортсмен            | Турнир       | Соперник Результат | Соперник Результат                   | Соперник Результат   | Соперник Результат   | Соперник Результат   | Соперник Результат   | Итоговое место       |
| --------- | -------------------- | ------------ | ------------------ | ------------------------------------ | -------------------- | -------------------- | -------------------- | -------------------- | -------------------- |
| до 73 кг  | Вианни Нтаконайигизе | За 1-е место | Не участвовал      | Алексей Романчук (BLR) Пор. 0003:100 | Завершил выступление | Завершил выступление | Завершил выступление | Завершил выступление | Завершил выступление |

## Плавание

#### Женщины
| Личные соревнования | Спортсмен                | Предварительные заплывы | Предварительные заплывы | Полуфиналы            | Полуфиналы            | Финал                 | Финал                 |
| Личные соревнования | Спортсмен                | Результат               | Место                   | Результат             | Место                 | Результат             | Место                 |
| ------------------- | ------------------------ | ----------------------- | ----------------------- | --------------------- | --------------------- | --------------------- | --------------------- |
| 50 м вольный стиль  | Лена Коурагеус Иранкунда | Не стартовала           | Не стартовала           | Не стартовала         | Не стартовала         | Не стартовала         | Не стартовала         |
| 100 м вольный стиль | Лена Коурагеус Иранкунда | 1:37.29                 | 53                      | Завершила выступление | Завершила выступление | Завершила выступление | Завершила выступление |